# Tun Tin
Tun Tin est un nom birman ; les principes des noms et prénoms ne s'appliquent pas ; U et Daw sont des titres de respect.
Tun Tin (birman ထွန်းတင်), né le 2 octobre 1920 à Myitkyina (Birmanie britannique) et mort le 1er mai 2020 à Rangoun (Birmanie), est un homme politique birman qui fut le neuvième Premier ministre de Birmanie, du 26 juillet au 18 septembre 1988.

## Biographie
Tun Tin est né en 1920 dans l'État de Kachin dans le Nord de la Birmanie.
Il servit dans l'armée jusqu'en 1974, atteignant le grade de colonel. Son dernier poste fut celui de commandant de la région militaire nord à Myitkyina, capitale de l'État de Kachin.
En 1974, Tun Tin fut nommé ministre du Travail dans le gouvernement du général Sein Win. En 1977, il devint ministre du Travail et de la Planification à l'occasion d'un remaniement ministériel. En 1981 il fut nommé vice-Premier ministre.
Il devint Premier ministre en juillet 1988, au moment du soulèvement prodémocratique. Il perdit ce poste lors du coup d'État du State Law and Order Restoration Council (SLORC), le 18 septembre. Il se retira alors de la vie politique.